# Blood In, Blood Out (Exodus)
Blood In Blood Out is het tiende muziekalbum van de Amerikaanse thrashmetalband 'Exodus'. Het album werd op 14 oktober 2014 uitgebracht onder het platenlabel Nuclear Blast. 
Het is het eerste album van Exodus sinds Tempo of the Damned (2004) waar zanger Steve "Zetro" Souza aan meegewerkt heeft. Ook werkte gitarist Kirk Hammett mee aan dit album, net als Chuck Billy van Testament. Het album werd in het algemeen met goede recensies ontvangen door critici en luisteraars, en bereikte in de Billboard 200 de 38e plaats; de hoogste positie tot dusver voor een album van Exodus.

## Tracklist
Alle muziek en teksten zijn geschreven door Gary Holt, tenzij anders vermeld. 
| 1.                 | Black 13 (feat. Dan the Automator)                                         | 6:21 |
| 2.                 | Blood In, Blood Out                                                        | 3:42 |
| 3.                 | Collateral Damage                                                          | 5:27 |
| 4.                 | Salt the Wound (feat. Kirk Hammett)                                        | 4:24 |
| 5.                 | Body Harvest (geschreven door Lee Altus, Jack Gibson, Steve "Zetro" Souza) | 6:28 |
| 6.                 | BTK (feat. Chuck Billy)                                                    | 6:56 |
| 7.                 | Wrapped in the Arms of Rage                                                | 4:30 |
| 8.                 | My Last Nerve                                                              | 6:10 |
| 9.                 | Numb                                                                       | 6:13 |
| 10.                | Honor Killings (geschreven door Altus)                                     | 5:42 |
| 11.                | Food for the Worms                                                         | 6:21 |
| Totale duur: 62:14 |                                                                            |      |

| 12.                | Angel of Death (Angel Witch cover) | Kevin Heybourne | Heybourne | 4:38 |
| Totale duur: 66:52 |                                    |                 |           |      |

| 12.                | Protect Not Dissect (The Varukers cover) (feat. Anthony 'Rat' Martin) | The Varukers | 3:16 |
| Totale duur: 65:30 |                                                                       |              |      |